# RealMedia
RealMedia is een propriëtair multimediacontainerformaat ontwikkeld door RealNetworks. Tot RealMedia behoort het videoformaat RealVideo en het audioformaat RealAudio. Deze worden samen opgeslagen in een RealMedia-containerbestand.
De slogan van RealNetworks is "Freedom of Choice". Ironisch genoeg konden RealMedia-bestanden tot 2002 alleen met de eigen software worden afgespeeld. Sinds juli 2002 beschikt RealNetworks over Helix, een opensource-mediaframework, dat deze beperking moet opheffen.

## Codecs
Omdat RealMedia tot voor kort een gesloten formaat was, zijn alleen door RealNetworks ontworpen codecs beschikbaar. RealVideo werd in 1997 voor het eerst uitgebracht, en is ondertussen aan versie 10 toe.
RealVideo was de eerste technologie die gebruik maakte van fractal-gebaseerde videocompressie. Deze technologie was overgenomen van Iterated Systems, en werd al bij RealVideo 1.0 geïmplementeerd. Bij de introductie van RealVideo 9 werd de beeldkwaliteit drastisch verbeterd door het beperken van artefacten (afleidende vervormingen). De grootste troef ligt echter in de rigoureuze analyse van de videobeelden bij het indelen en comprimeren. Een geavanceerde segmentatie van de afbeeldingen en analyse van de bewegingen, zorgen voor een zeer accurate pixelvoorspelling.
RealNetworks slaagt erin om de bitrate van beelden naar beneden te halen zonder kwaliteitsverlies. Zo bereikt volgens RealNetworks RealVideo 10 dezelfde kwaliteit bij een 30% lagere bitrate dan RealVideo 9, en een 45% lagere bitrate vergeleken met MPEG-4.

## Toepassingen

### Web
RealVideo heeft zich sinds zijn lancering geprofileerd als het ideale formaat om video te verspreiden op internet. Het biedt vloeiende kwalitatief hoogstaande beelden aan, voor een uiterst klein bestandsformaat. RealMedia treft men dan ook bijna uitsluitend bij internettoepassingen aan. Het bestandsformaat wordt anno 2015 niet veel meer gebruikt.

### Player
RealNetworks heeft een eigen speler, RealPlayer. De eerste versie werd geïntroduceerd in april 1995 onder de naam RealAudio Player. Dit was een van de eerste spelers die streaming media via het internet kon weergeven. De zesde versie werd RealG2 genoemd. Deze werd als behorend tot de tweede generatie spelers beschouwd, vandaar de naam. Versie 9 kreeg de naam RealOne. De huidige speler is ondertussen aan versie 17 toe.
Er wordt zowel een gratis Basic-versie aangeboden, als een Plus-variant waarvoor moet worden betaald. Deze laatste heeft een heel aantal extra mogelijkheden. Daarnaast bestaat er ook een opensourcevariant onder de naam Helix.
De speler heeft een ingebouwde playback-buffering, internetradio, mediabibliotheken, een ingebouwde webbrowser (gebaseerd op Internet Explorer) en de mogelijkheid om media naar vele draagbare toestellen over te zetten, zoals Apple’s iPod, mp3-spelers en Windows Media-apparaten. Met de speler kan men onder andere cd's branden.